# Sveriges herrlandslag i handboll
Sveriges herrlandslag i handboll representerar Sverige i handboll på herrsidan.
Svenska Handbollförbundet bildades 1930 och valdes in i Riksidrottsförbundet 1931. Landslagets första förbundskapten var Herbert Johansson, 1938 till 1948. Därefter tillträdde den tidigare landslagsspelaren Curt Wadmark som förbundskapten. Under Wadmarks ledning hade Sveriges landslag sin första storhetsperiod i handboll. Framgångarna inleddes med VM-guld utomhus 1948 i Frankrike. Det följdes upp av silver vid ute-VM 1952. Inomhus tog Sverige medalj vid de fyra första världsmästerskapen efter uppvisnings-VM 1938 i Tyskland (som arrangerades av IAHF, föregångare till IHF). Vid hemma-VM 1954 och VM 1958 i Östtyskland blev det guld, vid VM 1961 i Västtyskland tog Sverige brons och vid VM 1964 i Tjeckoslovakien blev det silver efter finalförlust mot Rumänien. Rumänien tog sedan över stafettpinnen under 1970-talet som världsledande på herrsidan. Sverige hamnade då i en svacka och återkom på en prispall igen först vid VM 1990 i Tjeckoslovakien, då som världsmästare före favoriten Sovjetunionen.
1988 tog Bengt "Bengan" Johansson över som förbundskapten efter Roger "Ragge" Carlsson. Carlsson hade under 1980-talet professionaliserat landslaget, genom att bland annat öka träningsdosen för landslagsspelarna markant. Under "Benga-Johans" ledning hade laget sin andra, och mest framgångsrika, period hittills. Internationellt har Sveriges era under 1990-talet endast överträffats av Frankrikes under de närmast kommande decennierna.
Laget blev känt som "Bengan Boys", med spelare som exempelvis Magnus Wislander, Per Carlén, Staffan Olsson, Magnus Andersson, Ola Lindgren, Stefan Lövgren och Ljubomir Vranjes. Laget var mycket framgångsrikt och var folkkärt över hela Sverige. Under perioden med Johansson som förbundskapten tog Sveriges landslag 13 medaljer (3 OS-silver, 2 VM-guld, 2 VM-silver, 2 VM-brons och 4 EM-guld). Efter VM-guldet 1990 tilldelades laget Jerringpriset, som delas ut av Radiosporten (Sveriges Radio). 1998 vann laget bragdguldet, med motiveringen "För strålande EM-seger, hemförd i hårdaste konkurrens i ett pressat läge." Laget utsågs också till Årets idrottslag i Sverige två gånger, 1999 (efter VM-guldet i Egypten) och 2002.
Från VM-guldet 1990 i Prag till EM-guldet 2002 på hemmaplan, inför ett fullsatt Globen i Stockholm, tog Sverige medalj i samtliga OS-, VM- och EM-turneringar utom en (4:e plats vid EM 1996). Efter en stor generationsväxling i början av 2000-talet, där i princip hela landslaget byttes ut inom några få år, hade laget flera magra år som resulterade i flera missade mästerskap och medaljer.
Under 2010-talet nåddes återigen framgångar. Vid hemma-VM 2011 nådde Sverige för första gången sedan EM 2002 semifinal och året därpå tog Sverige OS-silver i London. I OS-finalen vann Frankrike med uddamålet, 21–22. Sveriges andra medalj i ett stort mästerskap under 2010-talet kom genom EM-silvret 2018 i Kroatien.
Vid VM 2021 i Egypten stod Sverige för den största VM-bragden sedan silvret 2001 i Frankrike. Trots ett stort antal avhopp och återbud på grund av den rådande coronaviruspandemin och en ny och oprövad förbundskapten, norrmannen Glenn Solberg, blev det ett sensationellt silver. Danmark vann en jämn final med 26–24.
2022 kom Sveriges första mästerskapsguld sedan EM 2002 genom att besegra Spanien i finalen i Budapest.
Rekorden i både antalet landskamper och antalet landslagsmål innehar Magnus Wislander, med 386 landskamper och 1 191 landslagsmål under 19 raka år, från 1985 till 2004. Vid millennieskiftet utsågs Wislander till Århundradets bästa handbollsspelare i världen av IHF.

## Historia

### Under Herbert Johansson (1938–1948)
Sverige spelade sin första herrlandskamp i utomhushandboll i Stockholm den 31 augusti 1934 och föll med 7–18 mot Tyskland, och inomhus då man den 8 mars 1935 besegrade Danmark med 18–12 i Köpenhamn.

#### Inomhus-VM 1938 i Tyskland
Trupp: Allan Rollander, mv (Stockholms-Flottans IF), Åke Kallerdahl, mv (Flottans IF Karlskrona), Åke Forslund (Majornas IK), Roland Nilsson (Redbergslids IK), Torsten Almsenius (Redbergslids IK), Gustaf-Adolf Thorén (Majornas IK), Stig Hjortsberg (Majornas IK), Sture Hultberg (Flottans IF Karlskrona), Sven Åblad (Redbergslids IK), Tage Sjöberg (Redbergslids IK), Yngve Lamberg (Redbergslids IK), Erik Floberg (Stockholmsflottans IF), Sigfrid Schönning (Djurgårdens IF), Ivan Nilsson (IK Göta). Förbundskapten: Herbert Johansson.
Handbollen blev snabbt mycket populär i Sverige som tidigt etablerade sig bland de stora handbollslandslagen. 1938 blev Herbert Johansson Sveriges första förbundskapten med anledning av den kommande VM-turneringen. Han hade tidigare varit förbundssekreterare i Svenska Handbollförbundet. VM bekräftade Sveriges position som en stark handbollsnation, genom bronsmedaljen som det svenska laget bärgade i det första arrangerade världsmästerskapet 1938 i Tyskland. Mästerskapet hade bara fyra deltagare. Sverige förlorade till Österrike 4–5 i första matchen. I nästa match blev det seger över Danmark med 2–1 och förlust mot Tyskland 2–7. Tyskland vann mästerskapet genom att vinna alla sina matcher. Sveriges meste målgörare blev Yngve Lamberg som gjorde sex av Sveriges åtta mål. Mästerskapet spelades i jättehallen Deutschlandhalle, som rymde 25 000 åskådare. Matcherna spelades i 2 x 10 minuter och Sverige spelade två matcher samma dag. Det var alltså inte alls handboll som liknade våra dagars handboll.

#### Utomhus-VM 1938 i Tyskland
Trupp: Jarl Nyberg (Majornas IK), Wilhelm Zimmerman (UoIF Matteuspojkarna), Åke Forslund (Majornas IK), Curt Wadmark (IFK Lund), Torsten Almsenius (Redbergslids IK), Kurt Bolander (Sanna IF), Bertil Pihl (Majornas IK), Tage Sjöberg (Redbergslids IK), Stig Hjortsberg (Majornas IK), Gustaf-Adolf Thorén (Majornas IK), Eskil Andersson (Sanna IF), Nils Hörjel (Ystads IF).
Sverige inledde i Magdeburg den 7 juli mot Nederländerna. Matchen spelades inte på gräs utan på hård kolstybb. Sverige var solklara favoriter och vann också matchen med 8–4 inför 5 000 åskådare. Stig Hjortsberg var bäste målgörare med 4 mål. Dagen efter, den 8 juli, spelade Sverige mot Rumänien på samma arena, nu med 4 500 åskådare. Rumänerna var knappa favoriter efter att slagit Luxemburg dagen innan. Det var en jämn match där lagen byttes om med uddamålsledningar. Avgörande målet gjordes av Curt Wadmark, som satts in som center istället för Hjortsberg. Bästa målskytt blev Gustaf-Adolf Thorén med 3 mål. Sverige vann med 7–6.
Tredje matchen spelade Sverige den 9 juli mot Schweiz på Polizeistadion i Berlin inför 1 500 åskådare på sandunderlag. Schweiz vann den hårda matchen med 5–2 efter att ha gjort de flesta målen på straffar och frikast. Thorén gjorde Sveriges båda mål. Sverige spelade sedan bronsmatch den 10 juli mot Ungern på Berlins Olympiastadion inför 35 000 åskådare. Ungern var klart bättre och vann med 10–2. Det var ett tröttkört svenskt landslag som inte orkade stå upp mot de snabba och löpstarka ungrarna. Bronsmatchen var fjärde matchen på fyra dagar. Mästerskapet vanns av hemmanationen Tyskland som besegrade.
Som man kan se av åskådarsiffrorna så var utomhushandboll en stor sport i Tyskland. Det var också utomhus de flesta mästerskapen och turneringarna gick. Utomhus-VM arrangerades 1938, 1948 och 1952 och dessutom spelades en OS-turnering 1936 i Berlin. Inomhus hade då bara spelats ett VM, 1938. Därefter fortsatte de officiella landskamperna att vara få och tävlingarna ännu färre på grund av andra världskriget. Med anledning av det nådde Sveriges första landslagsspelare aldrig sin fulla potential, men under efterkrigstidens tidiga år nådde laget fortsatt en del framgångar.

### Under Curt Wadmark, första storhetstiden (1948–1967)
1948 tog Curt Wadmark, tidigare spelare i IFK Kristianstad och IFK Lund, över som förbundskapten. Han hade tidigare varit lagledare för landslaget. Under Wadmarks ledning skulle Sverige uppleva sina dittills största framgångar.

#### VM 1948 i utomhushandboll
I Wadmarks första turnering som tränare blev Sverige världsmästare i utomhushandboll 1948. Före turneringen i Paris hade Sverige besegrat Finland och Polen i kvalspel. I Paris mötte man sedan först Schweiz, seger med 8–4. I finalen väntade Danmark som betvingades med siffrorna 11–4. Turneringen var för elvamannalag på stor plan.

#### VM 1952 i utomhushandboll
I nästa utomhusturnering vann Sverige silver i  VM 1952. Turneringen gick i Schweiz och Sverige inledde med segrar mot Österrike 19–10, Spanien 9–2, Danmark 11–9. Sen fick vi möta Schweiz som besegrades i Basel med klara 12–7. I finalen mot Tyskland som var dominerande utehandbollsnation fick vi bita i gräset med klara 9–18. En månad efter VM spelade Sverige och Danmark en uppvisningsmatch vid OS i Helsingfors som Sverige vann med 19–11.

#### VM 1954 i inomhushandboll i Sverige[3]
Sveriges trupp: Gunnar Brusberg, Roland Mattsson (målvakter) – Hans Olsson, Per Olov Larsson, Rolf Zachrisson, Rolf Almqvist, Sten Åkerstedt, Carl-Eric Stockenberg, Rune Lindkvist, Bertil Rönndahl, Åke Moberg, Kjell Jönsson, Ewerth Sjunnesson. Lagledare: Curt Wadmark
I slutturneringen deltog sex nationer. Sverige besegrade Danmark 16–8 och Tjeckoslovakien 23–14 i sin grupp, medan Tyskland vann i sin grupp över Schweiz 20–9 och Frankrike 27–4. I finalen, som spelades i Mässhallen i Göteborg vann Sverige med 17–14 mot Tyskland (ett gemensamt lag Väst-/Östtyskland).
Det var i den begynnande inomhushandbollen Wadmarks landslag skördade sina största framgångar. Sverige dominerade under efterkrigstiden inomhushandbollen. Laget förlorade inte någon landskamp på hemmaplan under hela 1950-talet. Med stjärnspelare som Gunnar Brusberg, Roland Mattsson, Hans Olsson, Rolf Zachrisson, Sten Åkerstedt, Rolf Almqvist, Kjell Jönsson, Åke Moberg, Carl-Erik Stockenberg och Evert Sjunnesson blev Sverige världsmästare i inomhushandboll för första gången i VM 1954 på hemmaplan.

#### VM 1955 i utomhushandboll i Västtyskland
Sveriges trupp: Rune Nilsson (mv), Carl-Erik Stockenberg, Stig Lennart Olsson, Rune Åhrling, Bertil Rönndahl, Lars Olsson, Ewert Sjunnesson, Lennart Lorenzson, Stig Nilsson, Kjell Jönsson, Uno Danielsson, Sten Åkerstedt. Lagledare: Curt Wadmark
I Mellangruppen spelade Sverige i grupp med Schweiz, Saarland och Frankrike. Saarland och Frankrike besegrades men i gruppfinalen föll Sverige mot Schweiz med 2–5. Sverige kom fyra i detta mästerskap efter att ha förlorat bronsmatchen mot Tjeckoslovakien med 13–10. Tyskland vann VM efter att ha besegrat Schweiz i finalen. Stig Nilsson lade 21 mål under VM och blev skyttekung i Sveriges lag. Han gjorde nästan hälften av Sveriges mål (43) under VM.

#### VM 1958 i inomhushandboll i Östtyskland[5]
Sveriges trupp: Lennart Ring, Roland Mattsson, Donald Lindblom  (målvakter)– Gunnar Kämpendahl, Kjell Jönsson, Rune Åhrling, Åke Reimer, Stig Lennart Olsson, Lars Erik Olsson, Nils Ekeroth, Uno Danielsson, Sten Hellberg, Gösta Carlsson, Hans Olsson, Hasse Carlsson, Rolf Zachrisson. Lagledare: Curt Wadmark.
I  VM i Östtyskland 1958 deltog 16 nationer uppdelade i fyra grupper. Sverige vann sin grupp över Polen 19–14, Spanien 31–11 och Finland 27–16. I mellanrundan fick Sverige möta Jugoslavien 26–9 och Danmark 13–12. Sverige besegrade alltså Jugoslavien klart men mot Danmark blev det en jämn match som Sverige vann med 13–12. De två avgörande målen mot Danmark gjordes av Rolf Zachrisson. I finalen mot Tjeckoslovakien vann Sverige en storseger med 22–12. 1958 hade laget förändrats och många nya stjärnor kommit med främst Rune Åhrling som skarpskjutande ersättare för Stockenberg, Donald Lindblom som ersättare för Brusberg och så världsstjärnan Uno Danielsson. Rune Åhrling och Kjell Jönsson delade platsen som bästa målskyttar i Sverige med 23 mål vardera.

#### VM 1959 i utomhushandboll i Österrike[7]
Sveriges trupp: Målvakter: Rune "Gummi" Nilsson och Ingolf Segercrantz. Försvarare: Stig Lennart Olsson, Lars-Axel Johansson, Jerker Tellander, Hans Olsson, Lennart Lorenzson, Olle Althin och Bo Karnehammar. Kedjespelare: Kjell Jarlenius, Uno Danielsson, Kjell Jönsson, Göran Heider, Björn Gullström, Stig Nilsson och Leif Andersson. Lagledare: Curt Wadmark
Sverige mötte Österrike i gruppspelet och vann med 9–2. Sen förlorade man mot Tyskland med 7–17 och slutligen betvingades danskarna med hela 20–5. Sverige kom sedan trea i detta mästerskap efter att ha  besegrat Österrike med 18–9 i bronsmatchen. Rumänien bjöd bra motstånd mot Tyskland i finalen som blev 14–11 till Tyskland. Bästa målskytt i Sverige Kjell Jarlenius 13 mål, före Uno Danielsson 10 mål och Kjell Jönsson 9 mål

#### VM 1961 i inomhushandboll i Västtyskland[9]
Sveriges Trupp: Gunnar Brusberg, Lennart Ring, Donald Lindblom – Stig Lennart Olsson, Bengt Johansson, Karl-Oskar Olsson, Hans Olsson, Rolf Almqvist, Rune Åhrling, Kjell Jönsson, Gunnar Kämpendahl, Åke Reimer, Hans Collin, Uno Danielsson, Hans Karlsson, Lennart Kärrström. Förbundskapten: Curt Wadmark.
I VM i Västtyskland 1961 spelade bara 12 lag i fyra grupper om tre lag. 22 nationer val anmälda så före turneringen spelades kval. Sverige var kvalificerade som regerande världsmästare. Sverige vann sin grupp genom segrar över Norge 15–11 och Jugoslavien 14–12. I mellanrundan mötte vi sedan Island där vi vann 18–10, Frankrike 15–11 men förlorade i gruppfinalen mot Tjeckoslovakien med 10–15. Sverige fick möta Tyskland i bronsmatchen som vi vann med 17–14. Rumänien vann finalen mot Tjeckoslovakien med 9–8 efter förlängning. Det var målsnål handboll. Finalen bjöd på hårt, stundtals brutalt spel. Rune Åhrling kom med 17 mål delad 8:a i skytteligan. Tre svenskar blev uttagna i världslaget: Målvakten Donald Lindblom, Uno Danielsson som högerback och Hans Collin som vänsterytter.

#### VM  1964 i inomhushandboll i Tjeckoslovakien[11]
Sveriges trupp: Lennart Ring, Donald Lindblom, Lennart Augustsson, Stig Lennart Olsson, Leif Gustavsson, Bengt Johansson, Rolf Almqvist, Gunnar Kämpendahl, Hans Collin, Björn Danell Lennart Kärrström, Gösta Carlsson, Per-Ove Arkevall, Kjell Jarlenius, Bengt Nedvall, Kjell Jönsson. Förbundskapten: Curt Wadmark.
Sverige inledde gruppspelet med att besegra Ungern med 15–8, men förlorade sedan mot Island med 10–12, och avslutade med vinst över Egypten med 26–11. I mellanrundan mötte Sverige först Jugoslavien som besegrades med 23–18, sedan förlorade Sverige mot Västtyskland med 8–16. Trots brakförlusten mot Västtyskland vann Sverige mellanrundan och fick spela final mot Rumänien. Slutplaceringen i VM i Tjeckoslovakien 1964 var att Sverige vann  silver efter finalförlusten mot Rumänien med 22–25. En mindre känd dominerande spelare i dessa VM-turneringar 1954–1958 var Kjell Jönsson, som var ensam att representera Sverige i alla dessa fyra turneringar. Han var också bästa målskytten för Sverige sammanlagt 1954–1964. Rolf Almqvist spelade i tre turneringar inte 1958. Rolf Almqvist var bäste målskytt 1964 och blev skytteligatvå med 24 mål.

#### VM 1967 i inomhushandboll i Sverige[12]
Sveriges trupp Donald Lindblom, Sten Olsson, Ulf Johnsson, Bengt Nedvall, Björn Danell, Bengt Baard, Bengt Johansson, Tony Johansson, Gunnar Kämpendahl, Jan Hodin, Göran Hård af Segerstad, Lennart Eriksson, Lennart Kärrström, Michael Koch, Kjell Jarlenius, Hans Eriksson Förbundskapten: Curt Wadmark.
Sverige inledde den 12 januari i Malmö mot Polen och vann med 26–16 (9–7). Den 13 januari spelade sedan Sverige i Kristianstad mot Schweiz och tog en ny seger med 19–16 (10–8). Sverige avslutade gruppspelet den 15 januari i Malmö mot Jugoslavien med att förlora med 17–22 (9–8). Jugoslavien vann gruppen med full pott men åkte sedan ut i kvartsfinalen. I Sveriges kvartsfinal mot Tjeckoslovakien i Helsingborg den 17 januari förlorade Sverige med 11–18 (3–9). Sverige spelade sedan två matcher om plats 5–8. Den 18 januari i Karlskrona besegrades Ungern med 21–19 (11–10). I Eskilstuna den 20 januari besegrade Sverige Västtyskland med 24–22 (12–10). Sverige kom därmed på femte plats i VM. Sveriges bästa målskytt i turneringen blev Jan Hodin med 23 spelmål i turneringen.

### Under Roland Mattsson (1967–1974)

#### Lång svacka
Efter VM på hemmaplan 1967, där Sverige missade pallplatsen för första gången (blev 5:a) efter förlust mot Tjeckoslovakien med 11–18 i kvartsfinalen, avgick Curt Wadmark som förbundskapten och Sverige försvann som ett av de givna medaljlagen under en tid framöver. Under hela 1970- och första halvan av 1980-talet förde laget en mera undanskymd tillvaro i den internationella handbollen. Laget lyckades kvala in till samtliga mästerskap, men nådde som bäst en sjätte plats i VM 1970. Handbollen som spelades under dessa år var målsnål och präglades av långa anfall då regeln om passivt spel inte fanns. Den svenske förbundskaptenen 1967–1974 Roland Mattsson satsade mycket på spelare från Hellas och denna klubb praktiserade långa anfall och hade lite "fantasilöst" spel.

#### VM i handboll 1970 i Frankrike
Sveriges trupp: Frank Ström (SoIK Hellas), Mats Thomasson (HK Drott), Ulf Johnsson (IFK Malmö), Michael Koch (Redbergslids IK), Dan Eriksson (SoIK Hellas), Bengt Johansson (SoIK Hellas), Tomas Persson (IFK Kristianstad), Lennart Erksson (SoIK Hellas), Kurt-Göran Kjell (SoIK Hellas), Björn Andersson ( IF Saab), Göran Hård av Segerstad (SoIK Hellas), Bengt Nedvall (H43 Lund), Gösta Carlsson (RIK), Tommy Jansson (IFK Malmö), Björn Danell (SoIK Hellas), Olle Jacobsson (). Förbundskapten : Roland Mattsson.
Sverige spelade i grupp mot Norge, vinst 8–6, Östtyskland vinst  med 13–15 och Sovjet, förlust 11–12. I kvartsfinalen mötte vi mot  blivande världsmästarna Rumänien och  förlorade med två mål 13–15. I spel om plats 5–8 slog vi Tjeckoslovakien med 12–11. I femteplatsmatchen förlorade vi med uddamålet 14–15 så vi kom på sjätte plats. Resultaten talar inte för att vi hade långt till världstoppen detta år.

#### OS 1972 i München[13]
Turneringen var handbollens återkomst till OS. 1936 spelades utehandboll i Berlin OS men nu gällde det inomhushandboll. Sverige deltog i turneringen. Sverige spelade oavgjort mot Polen 13–13 och Sovjet 11–11 och besegrade Danmark med 16–10. I huvudrundan fick Sverige inkassera två förluster mot Tjeckoslovakien 12–15 och Östtyskland 11–14 och slutade sist i gruppen. I placeringsmatch om 7:e plats besegrade Sverige Ungern med 19–18 och därmed blev Sverige 7:a i turneringen.

#### VM i handboll 1974 i Östtyskland
Sveriges trupp: MV: Lars Karlsson (Västra Frölunda), Ulf Gustavsson (Soik Hellas) Hans Jonsson (SAAB). Utespelare: Björn Andersson (SAAB), Bo "Bobban" Andersson (IFK Malmö, GUIF), Dan Eriksson (Hellas), Johan Fischerström (Hellas), Bengt Hansson (Drott), Göran Hård af Segerstad (Hellas), Tommy Jansson (IFK Malmö), Roman Marciniak (RIK, Västra Frölunda), Olle Olsson (Lugi), Jan Jonsson (GUIF), Bo Stridh (RIK, Heim), Gunnar Söderberg (Heim) och Anders Westerling (Hellas). Förbundskapten: Roland Mattsson
Sverige spelade i grupp med Spanien, Polen och Rumänien. Mot Spanien blev det förlust 14–15, mot Polen storförlust 10–20 och sen lyckades vi vinna med 20–18 över ett redan klart Rumänien. Sverige kom trea i gruppen och tog sig inte till mellanrundan utan det blev spel i gruppen om placering 9–12. Sverige vann över Bulgarien och Japan men förlorade med 18–20 till Västtyskland som lade beslag på niondeplatsen och Sverige blev 10:a. I detta VM presterade Sverige på en lägre nivå och var längre från världstoppen. Rumänien vann mästerskapet genom att besegra Östtyskland men med brutalt spel. OS-mästarna 1972 Jugoslavien kom trea efter att ha besegrat Polen, som var detta VM:s stora positiva överraskning. Världstoppen dessa år var Rumänien, Jugoslavien och Östtyskland som tog hand om medaljerna i de internationella mästerskapen. Polen överraskade och spelade en offensiv, anfallsglad handboll och hade en mycket bra målvakt i Andrzej Szymczak.
Efter misslyckandet i VM 1974 avgick Roland Mattsson som svensk förbundskapten.

### Under Caj-Åke Andersson (1980–1982)
Caj-Åke Andersson blev förbundskapten efter Ingemar Eriksson som bara varit förbundskapten under ett år. Han var då tränare för Vikingarna i Allsvenskan. 1979 hade han lett U21-landslaget till bronsmedalj i U21-VM. Caj-Åke Andersson hade Roger "Ragge" Carlsson som assisterande tränare. 1982 spelade Sverige VM-kvalturnering i Frankrike och kom på tredje plats. Lagen på plats 1–5 blev VM-klara, så man klarade kvalet. 1982 tog Roger Carlsson över som förbundskapten.

### Under Roger "Ragge" Carlsson (1982–1988)
1982 blev Roger "Ragge" Carlsson ny förbundskapten. Med tydliga ambitioner om att ta landslaget ur sin långa resultatmässiga kräftgång valde han att ta in en ny generation spelare i landslaget, däribland unga talanger som Magnus Wislander, Staffan Olsson och Ola Lindgren. Dessa tre spelare hade tagit silver i U21-VM 1985 under ledning av förre förbundskaptenen Ingemar Eriksson. Några år äldre var Per Carlén, Erik Hajas med flera. I centrum för Carlssons nya lagbygge stod dock stjärnspelarna Mats Olsson, Sten Sjögren och Björn Jilsén. Det landslag som skapades av Carlsson kom att bli grunden till landslagets andra storhetstid som skulle vara ända in på 2000-talet. De första framgångarna kom i OS 1984 i Los Angeles, en turnering Sverige inte lyckades kvala in till men ändå fick en plats i eftersom länderna i östblocket, sånär som på Rumänien, bojkottade spelen. Sverige lyckades ta sig fram i turneringen och slutade på femte plats efter vinst mot Island med 26–24 i femteplatsmatchen. Därmed kvalificerade de sig till VM 1986 i Schweiz, där de slutade på fjärde plats efter att ha tagit sig till bronsmatchen. Där vann dock Östtyskland med 24–23. I OS 1988 i Seoul slutade Sverige på femte plats efter vinst mot Tjeckoslovakien med 27–18 i femteplatsmatchen. Laget hade börjat sitt återtåg mot internationell toppnivå.

### Under Bengt "Bengan" Johansson och andra storhetstiden (1988–2004)

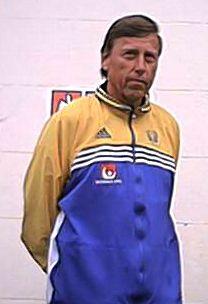
Bengt "Bengan" Johansson ledde Sverige till de största framgångar ett svenskt landslag dittills någonsin uppnått.

Efter OS 1988 i Seoul lämnade Roger Carlsson posten som förbundskapten och efterträddes av Bengt "Bengan" Johansson. Vid VM 1990 i Tjeckoslovakien vann Sverige guld, efter finalseger mot storfavoriten Sovjetunionen med 27–23. Johansson fortsatte lagbygget som Roger Carlsson inlett med spelare som Magnus Andersson, Tomas Svensson, Pierre Thorsson, Peter Gentzel, Johan Petersson, Stefan Lövgren, Martin Frändesjö och Ljubomir Vranjes med flera och under de kommande tolv åren kom Sverige att etablera sig som ett av handbollsvärldens mest framgångsrika landslag. Centralt för landslagets framgångar blev ett väl utvecklat försvar som spelade kompakt 6:0-försvar med gott samarbete med målvakten. Sverige fick under dessa år fram flera världsmålvakter Mats Olsson, Tomas Svensson och Peter Gentzel. Grundat på detta med snabba kantspelare och kontringar samt två mycket bra mittsexor i Per Carlén och Magnus Wislander och nya anfallskombinationer utvecklade av Bengt Johansson och laget, bland dem den så kallade Gurkburken.

#### VM 1990 i Tjeckoslovakien
Sveriges Trupp: Mats Olsson, Mats Fransson, Tomas Svensson – Magnus Wislander, Johan Eklund, Ola Lindgren, Per Carlén, Erik Hajas, Björn Jilsén, Pierre Thorsson, Sten Sjögren, Staffan Olsson, Magnus Andersson, Magnus Cato, Jonas Persson, Axel Sjöblad Förbundskapten: Bengt Johansson.

#### OS 1992 i Barcelona
Vid OS 1992 i Barcelona vann Sverige silver efter finalförlust mot OSS.

#### VM 1993 i Sverige
Vid VM 1993 på hemmaplan nådde Sverige bronsmatch efter förlust i den avgörande matchen i mellanrundan mot Ryssland med 20–30 men vann sedan brons efter seger mot Schweiz.

#### EM 1994 i Portugal
Vid EM 1994, det första europamästerskapet som hölls, blev Sverige Europamästare efter finalseger mot Ryssland med 34–21.

#### VM 1995 i Island
Vid VM 1995 förlorade Sverige i semifinalen mot Kroatien men vann bronsmatchen mot Tyskland med 26–20.

#### EM 1996 i Spanien
Vid EM 1996 förlorade Sverige mot Ryssland i semifinalen och sedan även bronsmatchen mot Jugoslavien och slutade på fjärde plats. 

#### OS 1996 i Atlanta
I OS i Atlanta vann Sverige silver efter förlust i finalen mot Kroatien.

#### VM 1997 i Japan
Vid VM 1997 vann Sverige silver efter finalförlust mot Ryssland.

#### EM 1998 i Italien

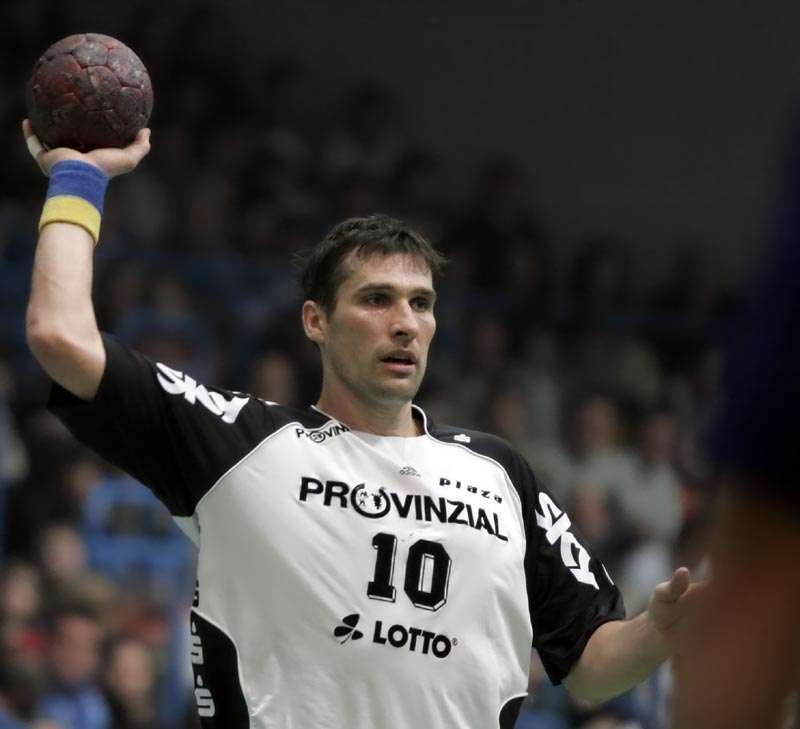
Stefan Lövgren var en stor profil i landslaget under bland annat VM 1999.

Vid EM 1998 blev Sverige Europamästare för andra gången efter finalseger mot Spanien med 25–23. För denna prestation tilldelades laget Svenska Dagbladets guldmedalj ("bragdguldet").

#### VM 1999 i Egypten
Vid VM 1999 blev Sverige världsmästare för fjärde gången någonsin efter finalseger mot Ryssland med 25–24.

#### EM 2000 i Kroatien
År 2000 blev Sverige Europamästare för andra gången i rad och tredje gången totalt efter finalseger mot Ryssland med 32–31 efter förlängning. 

#### OS 2000 i Sydney
Vid OS i Sydney tog Ryssland revansch mot förlusten i EM genom att finalbesegra Sverige, som förlorade en OS-final och vann OS-silver för tredje gången i rad.

#### VM 2001 i Frankrike
2001 vann Sverige VM-silver efter finalförlust mot värdlandet Frankrike med 25–28 efter förlängning.

#### EM 2002 i Sverige
2002 blev Sverige Europamästare på hemmaplan, samt det första och hittills (2020) enda värdlandet som vunnit EM, genom att ta sig till EM-final för tredje gången i rad och finalbesegrade Tyskland i ett fullsatt Globen med 33–31 efter förlängning och vann sin tredje EM-titel i rad och fjärde på fem möjliga försök.

#### World Cup 2002
Vid landslagsturneringen World Cup 2002, som spelades i Sverige under månadsskiftet oktober–november det året, slutade Sverige på femte plats, efter seger över Jugoslavien med 28–25 i avslutningsmatchen. och svenskarnas insats i turneringen såg i helhet som en besvikelse.

#### VM 2003 i Portugal
I VM 2003 slutade Sverige på 13:e plats.

#### EM 2004 i Slovenien
I EM 2004 slutade Sverige på 7:e plats.
Totalt vann laget under Bengt Johanssons ledning 13 medaljer på 16 spelade mästerskap varav två VM-guld och fyra EM-guld, vilket är det genom tiderna mest framgångsrika facit för ett svenskt landslag.

### Under Ingemar Linnéll (2004–2008)
Bengt Johansson slutade som förbundskapten efter EM 2004 och efterträddes av Ingemar Linnéll.

#### VM 2005 i Tunisien
I VM 2005 slutade Sverige på 11:e plats. I gruppspelet vann Sverige tre matcher mot utomeuropeiska nationer men förlorade med uddamålet 27–28 till Kroatien och 26–33 till Spanien. Man tog sig till mellanrundan men med 0 poäng. I mellanrundan spelade man oavgjort mot Serbien/Montenegro men sedan förlorade man till Norge 31–34 och Tyskland 22–27 och Sverige slutade sist i mellanrundan grupp 2. Man fick spela match om 11:e plats mot Slovenien som man vann med 32–29. Spanien vann finalen med 40–34 mot Kroatien.

#### Misslyckade kval
Sverige misslyckades att kvalificera sig till både EM i Schweiz 2006 och VM i Tyskland 2007. Det var första gången Sverige inte var med i en VM-turnering.  Linnéll  började sedan tillsammans med sin nya assisterande förbundskapten Ola Lindgren började bygga ett nytt lag med nya spelare som Kim Andersson, Jonas Larholm, Jonas Källman, Marcus Ahlm och Dalibor Doder mixat med ett par rutinerade spelare, såsom Tomas Svensson och Johan Petersson.

#### EM 2008 i Norge
Sverige spelar i grupp med Island, vinst  24–19, Frankrike förlust 24–28 och Slovakien vinst 41–25. I mellanrundan får vi oavgjort mot Ungern 27–27, besegrar Spanien med 27–26 och i den avgörande matchen om en semifinalplats förlorar Sverige mot Tyskland med 29–31.I matchen om femte plats  mot värdlandet Norge vinner Sverige med 36–34. Därigenom säkrade Sverige medverkan i kvalet till OS 2008 i Peking och var direkt kvalificerade till VM 2009.

#### OS-kval 2008
I OS-kvalet spelades Sveriges grupp i Polen där man först spelade oavgjort (22–22) mot Polen och därefter besegrade Argentina (33–21) och stod inför en helt avgörande match mot Island men eftersom Island vann matchen (29–25), misslyckades Sverige att ta sig vidare till Peking.

### Under Ola Lindgren och Staffan Olsson (2008–2016)
2008  efter OS-kvalet tog Ola Lindgren tillsammans med Staffan Olsson över som förbundskaptener efter  Ingemar Linnéll.

#### VM 2009 i Kroatien
Sverige var direktkvalificerat till VM 2009 i Kroatien efter EM 2008. I det första gruppspelet hade Sverige besegrat Kuba, Sydkorea, Spanien och Kuwait men förlorat mot Kroatien med 26–30. I mellanrundan förlorade Sverige sen mot både Frankrike 21–28 och Ungern 30–31 och var redan inför den sista matchen mot Slovakien (vinst med 27–26) borta från chans till en semifinalplats. Sverige slutade fyra i gruppen och fick spela match om 7:e plats mot Serbien. Sverige vann den matchen med 37–29 och slutade 7:a i mästerskapet.

#### EM 2010 i Österrike
I EM 2010 i Österrike slutade laget sist i gruppspelet efter att ha förlorat tre raka matcher mot Slovenien (25–27), Polen (24–27) och Tyskland (29–30). Laget slutade näst sist i hela turneringen på en 15:e plats. Sverige var kvalificerat till VM 2011 som värdland och slapp kvala.

#### VM 2011 i Sverige

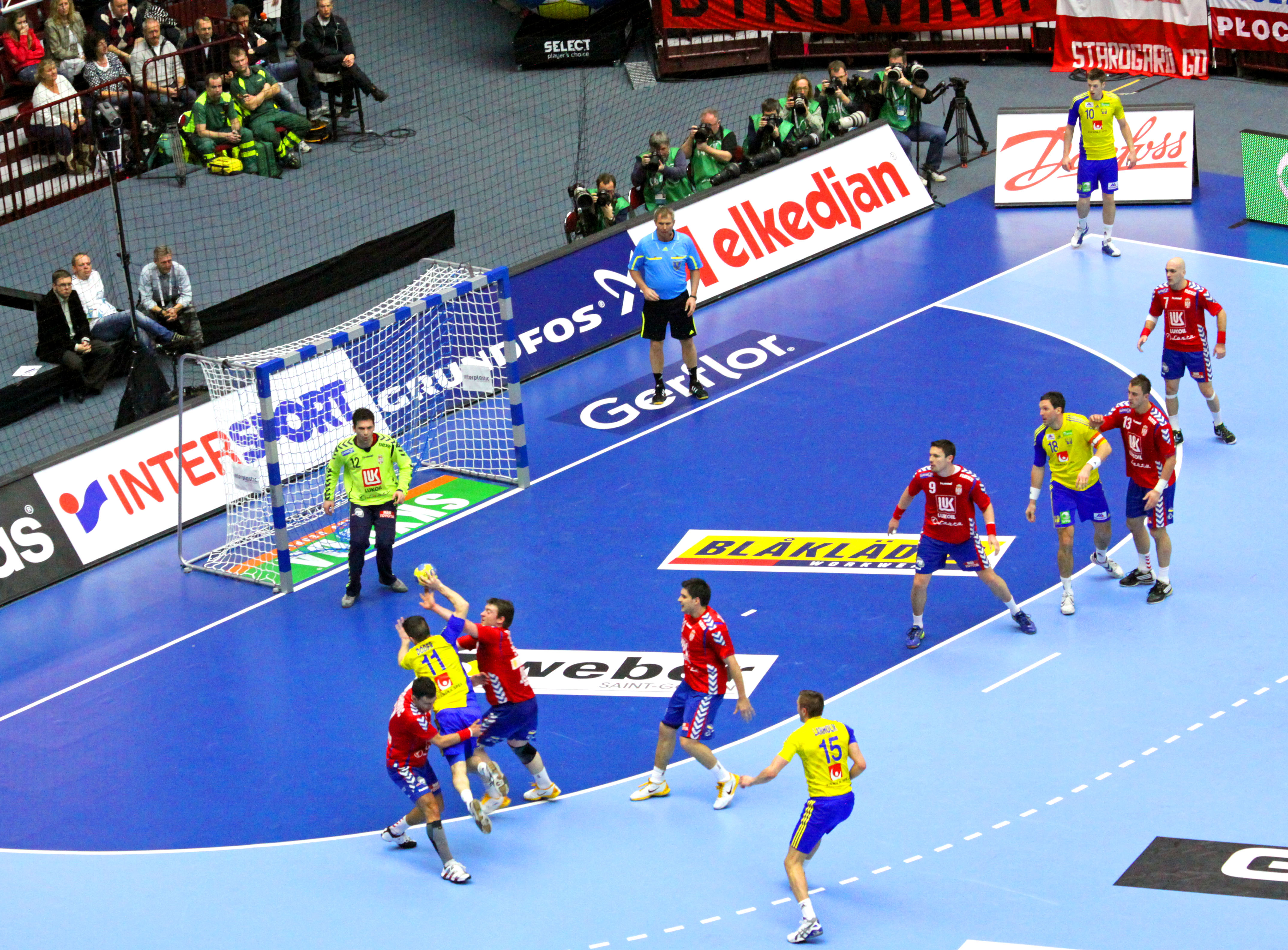
Match mellan Serbien och Sverige i Malmö Arena under VM 2011.

I VM på hemmaplan 2011 inledde Sverige med att spela det första gruppspelet i Scandinavium i Göteborg där de besegrade Chile, Slovakien och Sydkorea innan de överraskande förlorade mot Argentina med 22–27. Efter det hade Sverige ett svårt utgångsläge där de var tvungna att besegra Polen för att inte gå in i mellanrundan med noll poäng. Efter en jämn match där Sverige var i ledningen hela tiden satte Jonas Källman det avgörande 24–21-målet i den 57:e minuten. Till mellanrundan flyttades Sveriges matcher till nya Malmö Arena där Sverige fortsatte att spela måste-vinna-matcher mot både Serbien, seger 28–24 och Kroatien, seger 29–25. Efter att ha lyckats vinna båda de matcherna var Sverige klara för semifinal redan innan sista matchen om Danmark besegrade Argentina. Och efter en dansk vinst mot Argentina så gällde matchen mellan Sverige och Danmark bara gruppsegern, där Danmark visade sig vara för starka och vann med 27–24. Inför slutspelet drabbades Sverige dock av olyckliga skador på såväl Kim Andersson som Oscar Carlén, Sverige hämtade sig aldrig från dessa bakslag och utan något riktigt hot från de vänsterhänta skyttarna (Carlén spelade dock trots sin skada) förlorade Sverige semifinalen mot världsettan Frankrike med 26–29. Bronsmatchen mot Spanien var rena målvaktsuppvisningen i första halvlek där både Sveriges Johan Sjöstrand och Spaniens Arpad Šterbik gjorde många kvalificerade räddningar. Efter att Sverige tagit ledningen med 16–13 gjorde Spanien sex mål i rad till 16–19 varefter Sverige aldrig orkade ta sig tillbaka i matchen, mycket på grund av sin avsaknad av de viktiga vänsterhänta spelarna Andersson och Carlén, och slutade på fjärde plats efter förlust med 23–24. Fjärdeplatsen betraktades dock som en framgång eftersom det var Sveriges bästa resultat i ett internationellt mästerskap sedan EM 2002.

#### EM 2012 i Serbien
I EM i Serbien 2012 spelade Sverige sina matcher i första gruppspelet i Niš. Efter att ha spelat 26–26 mot Makedonien i första matchen vann de den andra mot Tjeckien med 33–29 och förlorade mot Tyskland 24–29. Eftersom Tjeckien blev utslaget fick Sverige bara en poäng med sig till mellanrundan. Till mellanrundan flyttade Sverige till Belgrad där de i första matchen mötte Polen, och efter en strålande första halvlek ledde Sverige med 20–9 i halvtid. Men i den andra åt sig Polen sakta ikapp och matchen slutade 29–29. Efter det var Sverige tvunget att vinna över både Serbien och Danmark för att ha en chans att gå till semifinal, men redan mot Serbien försvann den chansen efter förlust med 21–24. Den avslutande matchen mot Danmark förlorade Sverige med 24–31, och därmed var Sverige utslagna och hamnade sist i mellanrundans grupp 2 med två oavgjorda matcher och  på 12:e plats i EM.

#### Kval till OS 2012
I kvalspelet till handbollsturneringen i OS i London 2012 fick Sverige tack vare sin semifinalplats i VM året innan arrangera en av tre kvalgrupper som spelades 6–8 april 2012 och mötte där Brasilien, Makedonien och Ungern och de två bästa lagen i gruppen kvalificerade sig för OS . Efter att ha besegrat Brasilien med 25–20 och Makedonien med 27–23 stod det klart att Sverige, tillsammans med Ungern, var klara för OS redan efter de två första kvalmatcherna . Sverige avslutade OS-kvalet genom att besegra Ungern med 26–23. Märkbart är att Sverige saknade tre stöttepelare under kvalet då både Jonas Källman, Kim Ekdahl Du Rietz och Oscar Carlén var borta på grund av skador.

#### Kval till VM 2013
I kvalet till VM 2013 skulle Sverige i juni 2012 möta Montenegro. Första matchen spelades i Stockholm på hovet och Sverige vann bara med uddamålet 22–21. SvD skrev att en tuff retur väntade Sverige i Montenegro. Så blev det. Sverige förlorade i Montenegro med 18–20 och kvalificerade sig inte till VM 2013. Flink på Aftonbladet använde i rubriken "Praktfiaskot"

#### OS 2012 i London
OS 2012 var Sveriges första OS-turnering i handboll sedan OS 2000 i Sydney och det gick över all förväntan. Sverige tog sig vidare från gruppspelet trots förluster mot Island 32–33 och Frankrike 26–29 Sverige besegrade Danmark med 24–22 i kvartsfinalen och sedan också Ungern med 27–26 i semifinalen, och så var en fjärde OS-final och OS-silvermedalj ett faktum. Sverige ledde med två mål en stund i första halvlek, men de regerande mästarna Frankrike var betydligt starkare, och kunde i längden hålla undan ganska enkelt, även om Frankrike bara vann med 22–21 till slut. All star team i turneringen innehöll de två svenskarna Jonas Källman på vänster-6 och Kim Andersson som högernia. Sveriges första medalj sedan Bengan Boys dagar. OS-silvret räddade kvar Ola Lindgren och Staffan Olsson som förbundskaptener.

#### EM 2014 i Danmark
Sverige spelade sina gruppmatcher i Brøndby. Sverige inledde med vinst mot Montenegro 28–21, sedan besegrades Belarus med 30–22 och sedan förlorade Sverige gruppfinalen mot Kroatien med uddamålet 24–25. Två poäng till mellanrundan som spelades i NRGi Arena i Århus. Där besegrade Sverige Ryssland med 29–27 men åkte sedan på storstryk av Polen med  25–35. Sverige vann sedan en betydelselös match mot Frankrike med 30–28. Frankrike och Kroatien till semifinal med 8 poäng. Frankrike vann EM genom att finalbesegra Danmark med 41–32. Danmark blev förödmjukade på sin hemmabana. Sverige blev 7:a i turneringen. Uddamålsförlusten mot Kroatien är acceptabel men 10-målsförlusten mot Polen var en svag prestation. Det var dessutom den matchen som gjorde matchen mot Frankrike betydelselös.

#### VM 2015 i Qatar
Sverige spelade bra i gruppspelet i Qatar. Inledde med att besegra Island 24–16, Tjeckien 36–22, Algeriet 27–19 och sen kom Egypten, som klarade oavgjort 25–25. I gruppfinalen mötte vi Frankrike som vann med 27–25. Sverige slutade tvåa i gruppen och fick svårt motstånd i åttondelen. Polen var trea i grupp 4 efter Tyskland och Danmark. Tyskland hade fått en fribiljett till VM av IHF efter att ha blivit utslaget i kvalet. Nu vann de gruppen och Sverige fick på så sätt högkvalificerat motstånd i åttondelen. Sverige förlorade mot Polen med 20–24. Det gick bra för Polen som tog sig till semifinal men där blev det stopp. Polen förlorade mot hemmanationen med 29–31 i en match där domarna fick mycket kritik. Frankrike blev åter världsmästare och vann finalen med 25–22. Qatars lag var hopvärvat och bestod av många nationaliteter. Spelare värvades med höga löner och bytte nationalitet. Hela mästerskapet blev mycket omdiskuterat, inte minst arbetsvillkoren för arbetarna som byggde arenorna.

#### EM 2016 i Polen
Sverige spelade i gruppspelet i Wrocław arena mot Slovenien, vinst 23–21, Spanien, förlust 22–24 och Tyskland, förlust 26–27. Det betydde att Sverige gick till mellanrundan utan poäng. I mellanrundan mötte vi Ryssland och spelade 28–28. Även nästa match mot Danmark slutade 28–28 och i den betydelselösa avslutningen mot Ungern vann vi med 22–14. Summa 4 poäng i mellanrundan. I match om sjunde plats spelade Sverige mot Polen och förlorade med 24–26 och slutade därmed 8:a i mästerskapet. Sverige genomförde en god turnering men att gå till mellanrundan utan poäng blev för kostsamt. Vi förlorade eller spelade oavgjort i matcherna. Johan Jakobsson blev uttagen som vänsternia i All star team.

#### Kval till OS 2016 i Rio de Janeiro
Under en helg i början av april 2016 kvalificerade sig Sverige genom kvalspel i Malmö för OS i Rio,. Sverige inledde kvalet med att besegra Iran med 34–19. Nästa match var Slovenien som Sverige också vann med 24–23 och i avslutningen mötte Sverige Spanien. Eftersom Spanien förlorat med 21–24 mot Slovenien kunde Sverige förlora med 2 mål mot Spanien och ändå gå till OS med Slovenien. Spanien ledde med 25–22 då matchen var slut men Sverige hade fått straff. På den straffen satte Niklas Ekberg 23–25 och Sverige var OS klart. Bittert för Spanien.

#### OS 2016 i Rio de Janeiro
OS-turneringen blev en stor besvikelse för Sverige. Man inledde med förlust mot Tyskland med 29–32, följde upp med ännu en förlust mot Egypten25–26, och fullbordade fiaskot med förluster mot Slovenien 24–29 och Polen24–25. Man avslutade med att vinna en betydelselös match mot Brasilien 30–19. Sverige kom sist i sin grupp på 2 poäng och rankades 11:a i turneringen. Efter OS 2016 slutade Ola Lindgren och Staffan Olsson som förbundskaptener. Även landslagsveteranerna Kim Andersson, Tobias Karlsson, Fredrik Petersén och Mattias Andersson slutade i landslaget.
Summerar man Ola Lindgrens och Staffan Olssons tid som förbundskapten så slås man av att det svenska laget presterat ojämna resultat. Hemma-VM 2011 gav en 4:e plats med mersmak, men redan året efteråt kom katastrofen mot Montenegro i VM-kvalet följt av ett OS-silver i London-OS. Sverige har inte lyckats att etablera sig i världstoppen utan oftast hamnat strax under. Sverige har inte lyckats bygga ett stabilt lag och etablera ett spel som utmärker sig. Ofta har vi vunnit i EM kval mot motståndare vi sedan förlorat mot i huvudturneringarna. Ofta har vi turneringarna presterat bra men i avgörande matcher har det inte fungerat.

### Under Kristján Andrésson (2016–2020)
Den 13 september 2016 presenterades Kristján Andrésson som ny förbundskapten.

#### VM 2017 i Frankrike
I VM 2017 spelade laget bra, trots att förhandsspekulationerna främst handlat om lagets oerfarna trupp, då den mest rutinerade spelaren, högernian Johan Jakobsson drabbats av en allvarlig hjärnskakning veckorna före premiärmatchen och missade hela mästerskapet. Laget spelade en snabb anfallsglad handboll, med starkt målvaktsspel av Mikael Appelgren och Andreas Palicka. Efter endast en förlust i gruppspelet mot Danmark med 25–27 besegrades Belarus i åttondelsfinalen med hela 41–22 men i kvartsfinalen förlorade Sverige mot värdlandet och blivande världsmästarna Frankrike med 30–33. Jerry Tollbring blev uttagen till allstar-laget, som turneringens bäste vänstersexa. Niclas Ekberg slutade på femte plats i turneringens skytteliga med 43 mål.

#### Gruppspel
Sverige spelade i grupp med hemmanationen Kroatien, Serbien och Island. Sveriges första match blev en bitter förlust mot Island. Efter 20 minuter ledde Island med 14–5 Efter svenskt underläge med tio mål i andra halvlek snyggade Sverige till siffrorna med men det blev förlust 24–26. I måstematchen mot Serbien spelade Sverige bättre,framför allt försvarsspel och målvaktsspel gjorde att Sverige vann med 30–25. I gruppavslutningen skulle Sverige möta Kroatien inför en vild hemmapublik. Sverige spelade då en strålande handboll och ledde från start till slut. Ett tag ledde man matchen med nio mål och vann till slut med 35–31. Som siffrorna visar en målrik match där Kroatiens målvakter gjorde en svag insats vilket bäddade för svensk segar. Allt gick Sveriges väg för Serbien slog Island och det betydde fyra poäng för Sverige till mellanrundan.

#### Mellanrundan
I mellanrundan inledde Sverige mot världsmästarna från Frankrike. Sverige spelade sig till bra lägen men brände det ena friläget efter det andra. I paus ledde Frankrike med 10–8. Sverige inledde andra halvleken bra och kvitterade men sen gjorde Frankrike fem mål i rad och avgjorde matchen. Fransk matchvinnare var målvakten Gèrard med en räddningsprocent över 50. 17–23 blev den svenska förlusten. I nästa match mötte Sverige Belarus och den matchen vann Sverige övertygande med 29–20. Sveriges öde avgjordes i mellanrundans sista omgång. Sverige spelade mot Norge och förlorade med 25–28, men eftersom förlusten bara var med tre mål kunde Sverige ändå komma tvåa i tabellen. Efter Sveriges match spelade Frankrike mot Kroatien och eftersom Frankrike vann var Sverige grupptvåa på sex poäng. Sverige tog sig därmed till EM-semifinal för första gången sedan 2002.

#### Slutspelet
Sverige spelade semifinal mot Danmark som var stora favoriter. På matchdagen stod det klart att Sverige skulle spela utan Albin Lagergren (hjärnskakning) och Simon Jeppsson (halsinfektion) och man spelade med Mattias Zachrisson som högernia och Linus Arnesson på niometer istället för Simon Jeppsson. Sverige spelade mycket bra och ledde hela matchen. 28–25 med två minuter kvar blev dock 28–28 i sista sekunden och förlängning väntade. Svenskarna tog sig samman och ledde även i förlängningen. Linus Arnesson avgjorde med ett jämfota hoppskott till 35–33 med 30 sekunder kvar och Sverige var i final. Finalen mot Spanien inledde Sverige bäst och spelade bra försvarsspel, och hade många målvaktsräddningar. Sveriges spel ledde till många kontringar och Sverige ledde ett tag med fyra mål. I slutet av första halvlek börjar Spanien spela ett offensivt 5:1 försvar med spetsen mycket långt ut och närmar sig till underläge för Spanien 12–14 i halvlek. I inledningen av andra halvlek fortsätter Spanien sitt offensiva försvar. Sveriges anfallsspel blir idéfattigt och stillastående. Laget drabbas av måltorka och Spanien vänder matchen med en period på 1–6 till 18–15 i spanskt favör. Sverige tar timeout utan någon effekt. Sedan fortsätter halvleken i samma mönster. Sverige gör tekniska fel, råkar ut för bollstölder med spanska kontringar som följd. Sverige försöker spela sju mot sex men tappar bollar och råkar ut för mål i tom målbur. De spanska skotten går stolpe in, Sveriges stolpe ut. Spanien vinner andra halvlek med 17–9 och finalen med 29–23. Summerar vi har ändå ett ungt svenskt lag gjort en bra prestation i EM. Jesper Nielsen blir uttagen i All star team som mittsexa, och Jim Gottfridsson utses till turneringens MVP, mest värdefulla spelare.

#### EM 2020 i Sverige, Norge och Österrike
Sveriges trupp : Målvakter:12. Andreas Palicka, Rhein-Neckar Löwen 20. Mikael Appelgren, Rhein-Neckar Löwen Vänstersex: 9. Jerry Tollbring, Rhein-Neckar Löwen 22. Lucas Pellas, Lugi HF Mittsex: 5. Max Darj, Bergischer HC 35. Andreas Nilsson, Telekom Veszprén 36. Jesper Nielsen, Rhein-Neckar Löwen Högersex: 11. Daniel Pettersson, SC Magdeburg 62. Valter Chrintz, IFK Kristianstad Vänsternio: 6. Philip Henningsson, IFK Kristianstad 17. Simon Jeppsson, SG Flensburg-Handewitt 60. Kim Ekdahl Du Rietz, Paris Saint-Germain HB 65. Lukas Nilsson, THW Kiel Mittnio: 24. Jim Gottfridsson, SG Flensburg-Handewitt 25.Linus Arnesson, Bergischer HC Högernio: 23. Albin Lagergren, SC Magdeburg

### Under Glenn Solberg (2020–2024)

#### VM 2021 i Egypten
Sveriges trupp
- Målvakter: Peter Johannesson (TBV Lemgo), Andreas Palicka (Rhein-Neckar Löwen), Mikael Aggefors (Aalborg Håndbold)
- Utespelare: Jonathan Carlsbogård (TBV Lemgo), Max Darj (Bergischer HC), Jack Thurin (IFK Skövde), Alfred Jönsson (TSV Hannover-Burgdorf), Daniel Pettersson (SC Magdeburg), Hampus Wanne (SG Flensburg-Handewitt), Fredric Pettersson (Montpellier HB), Felix Claar (Aalborg Håndbold), Lucas Pellas (Montpellier HB), Albin Lagergren (Rhein-Neckar Löwen), Jim Gottfridsson (SG Flensburg-Handewitt), Oskar Sunnefeldt (THW Kiel), Jonathan Edvardsson (IK Sävehof), Oscar Bergendahl (GOG Håndbold), Lukas Sandell (Aalborg Håndbold), Valter Chrintz (Füchse Berlin), Anton Lindskog (HSG Wetzlar), Linus Persson (US Ivry HB).

Linus Persson drabbades av hjärnskakning i matchen mot Slovenien och byttes ut mot tidigare Covid-19 positive Albin Lagergren.
Sveriges matcher i VM 2021
Sverige vann sin grupp genom segrar mot Nordmakedonien, Chile och hemmanationen Egypten som besegrades med uddamålet. I mellanrundan spelade sedan först oavgjort mot Belarus efter att ha legat under med 8 mål i första halvlek, sedan oavgjort mot Slovenien innan Sverige lättare besegrade Ryska handbollförbundets lag och Sverige stod som gruppvinnare. Motståndet i kvartsfinalen blev Qatar som besegrades med stora siffror. I semifinalen väntade Frankrike som Sverige inte besegrat i en betydelsefull match på många turneringar, men Sverige gjorde en mycket bra match och vann med 32–26. Sverige klart för final, för första gången i ett VM sedan 2001, mot Danmark. Första finalen i ett handbollsmästerskap mellan Sverige och Danmark blev en jämn match, 13 lika i halvtid. Sista kvarten fick Danmark ett övertag, och några inte så bra avslut av Sverige kunde räddas av Niklas Landin i Danmarks målbur. Matchen slutade 26–24 i dansk favör. Det svenska VM-laget överraskade och fick tre spelare med i All star team. Andreas Palicka som målvakt, Hampus Wanne som vänstersexa och Jim Gottfridsson som mittnia.

#### OS 2020 i Tokyo
Sveriges trupp
- Målvakter: Andreas Palicka (Rhein-Neckar Löwen), Mikael Aggefors (Aalborg Håndbold)
- Utespelare: Jonathan Carlsbogård (TBV Lemgo), Max Darj (Bergischer HC), Niclas Ekberg (THW Kiel), Daniel Pettersson (SC Magdeburg), Hampus Wanne (SG Flensburg-Handewitt), Fredric Pettersson (Fenix Toulouse HB), Felix Claar (Aalborg Håndbold), Lucas Pellas (Montpellier HB), Albin Lagergren (Rhein-Neckar Löwen), Jim Gottfridsson (SG Flensburg-Handewitt), Oskar Sunnefeldt (SC DHfK Leipzig), Lukas Sandell (Aalborg Håndbold), Anton Lindskog (SG Flensburg-Handewitt)

Sveriges matcher i OS 2020
Turneringen inleddes mot Bahrain, som inför OS var det lägst rankade laget. Matchen blev dock jämn och med ställningen 32–31 till Sverige tilldöms Bahrain straffkast vid slutsignal. Straffen räddas av Andreas Palicka som blir matchhjälte. Matcher mot Japan och Portugal blir jämna även dessa, Sverige vinner med två mål över Japan och med ett över Portugal. I möte med ett revanschlystet Egypten, sedan de förlorat mot Sverige med uddamålet i VM på hemmaplan ett halvår tidigare, förlorar Sverige här med 22–27. Sista gruppspelsmatchen spelas mot Danmark, ett Danmark som i princip redan har sin gruppvinst klar (Sverige behövde vinna med 6 mål för att gå om). Sverige vinner här med 33–30. Sverige hamnar slutligen på en tredje plats i gruppen, och får möta andra gruppens tvåa, Spanien, i kvartsfinal. Sverige styrde matchen i ungefär 45 minuter och hade som mest 4 måls ledning. Spanien lyckades sen börja ta sig ikapp, och efter några missade lägen och två missade straffar på rad från Sverige, gick slutsignalen med resultatet 33–34 till Spanien.

#### EM 2022 i Ungern och Slovakien
Sveriges trupp
- Målvakter: Peter Johannesson (TBV Lemgo), Andreas Palicka (Redbergslids IK), Tobias Thulin (TVB Stuttgart)
- Utespelare: Jonathan Carlsbogård (TBV Lemgo), Emil Mellegård (HSG Wetzlar), Max Darj (Bergischer HC), Felix Möller (IK Sävehof), Niclas Ekberg (THW Kiel), Daniel Pettersson (SC Magdeburg), Hampus Wanne (SG Flensburg-Handewitt), Fredric Pettersson (Fenix Toulouse HB), Felix Claar (Aalborg Håndbold), Albin Lagergren (Rhein-Neckar Löwen), Jim Gottfridsson (SG Flensburg-Handewitt), Oscar Bergendahl (GOG Håndbold), Lukas Sandell (Aalborg Håndbold), Eric Johansson (Elverum Håndball), Karl Wallinius (Montpellier HB).

Efter covidsmitta under EM för Max Darj, Daniel Pettersson, Niclas Ekberg, Felix Claar, Andreas Palicka, och Lukas Sandell, anslöt Valter Chrintz, Isak Persson, Jonathan Edvardsson och Linus Persson till truppen. Lucas Pellas, som initialt var uttagen men testade positvt för Covid-19 innan mästerskapet, anslöt sedan efter positivt covidtest från Hampus Wanne.
Sveriges matcher i EM 2022

#### Gruppspel
Sverige inledde mästerskapet med en enkel vinst mot Bosnien-Hercegovina, 30–18. Nästa motståndare var Spanien, och efter förlusten i kvartsfinalen i OS var Sverige sugna på revansch. Spanien leder dock med 17–14 i halvlek, och Sverige lyckas inte ta sig ikapp. Man förlorar med fyra bollar. En måste-match mot Tjeckien avslutar gruppspelet. Sverige behöver minst oavgjort resultat för att ta sig vidare till huvudrundan. Sveriges spel är knackigt och målvaktsspelet nästintill obefintligt, men man lyckas ändå ha ledningen med 2-3 bollar under delar av andra halvlek. Tjeckien kommer dock ikapp, och gör 27–27 med knappa minuten kvar. Sverige försöker dra ut på sitt anfall, men ådrar sig en offensiv foul med cirka 10 sekunder kvar. Bollen går över till Tjeckien, som försöker kasta på kontring. Bollen träffar dock fötterna på medspelaren, och bollen döms som Sveriges precis innan klockan går ut. Sverige vidare till huvudrundan.

#### Huvudrundan
Man vinner rätt klart mot Ryssland, och i match mot Polen hade Sverige full kontroll och vann med tio. Mot ett väldigt coronadrabbat Tyskland vinner Sverige med fyra. Med en match kvar, mot Norge, står Sverige ännu en gång inför en måste-match. Spanien har redan tagit en semifinalplats, och här ska avgöras vem av Sverige och Norge som tar den andra platsen. Norge har fördel i målskillnad och för dom räcker det med oavgjort. Sverige behöver vinst. Norge är klara favoriter inför matchen, speciellt då Sverige drabbats av fler coronafall (bland annat Andreas Palicka och Felix Claar inför denna match). I första halvlek är Norge helt överlägsna och leder med 9–14. Under första delen av andra halvlek börjar Sverige sakta kunna jobba sig ikapp, men med ungefär 6 minuter kvar ligger man ännu en gång under med fyra bollar, 19–23 till Norge. Albin Lagergren får in bollen till 20–23. Norge får inte till sitt anfall, och Valter Chrintz kan reducera till 21–23. Räddning från Peter Johannesson, och Jim Gottfridsson får in bollen till 22–23. Norge med ett stressat avslut högt över målet. Hampus Wanne kvitterar till 23–23 med två och en halv minut kvar av matchen. Sverige står starkt i försvaret och Peter Johannesson kan enkelt rädda igen. Sverige tar Time-out med 45 sekunder kvar.  Ett inspel från Jim Gottfridsson till Oscar Bergendahl leder till straffkast för Sverige, med 15 sekunder kvar. Tidigare i matchen har både Hampus Wanne och Niclas Ekberg missat straffar. Valter Chrintz satte en senast, och blir den som får kliva fram. Han sätter den. 10 sekunder kvar och Norge tar time-out. Dom försöker sig på ett sista skott, men missar målet. Sverige har lyckats vända matchen totalt dom sista minuterna till 24–23, och är klara för semifinal. 21-årige Valter Chrintz hjälte.

#### Slutspelet
I semifinal står Sverige inför Frankrike, som man mötte i semifinal i VM ett år tidigare. Frankrike är favoriter inför matchen, men efter bland annat tre mål i tom kasse från målvakten Andreas Palicka, leder Sverige med 17–14 efter första halvlek. Sverige hade som flest 5 måls övertag, som Frankrike började ta ikapp mot slutet. Med sekunder kvar, och 34–33 till Sverige, får Frankrike ett sista avslut. Det räddas av Palicka som bokstavligen sätter sig på bollen. Sverige är i EM-final och ska möta Spanien, Spanien som man haft 10 raka förluster mot. Sverige ligger i halvtid under med uddamålet. Även första delen av andra halvlek leds av Spanien. Sista halvan har dock Sverige ledningen, fram till en minut kvar då det står 26–26. Spanien tar ett stressat avslut och Sverige får en sista chans att avgöra med cirka 20 sekunder kvar. Sverige tar en time-out, och Jim Gottfridssons ord i denna time-out ska komma att bli väldigt omtalade. Precis på slutsignal blåses straffkast till Sverige. Niclas Ekberg, som satt alla sina straffkast hittills i matchen, blir den som ska göra det. Han är iskall, och sätter den mot Spaniens Gonzalo Pérez de Vargas. 27–26, och Sverige har vunnit sitt första guld på 20 år. Jim Gottfridsson blev utsedd till MVP, och Oscar Bergendahl fick utmärkelsen som Bästa försvarsspelare.

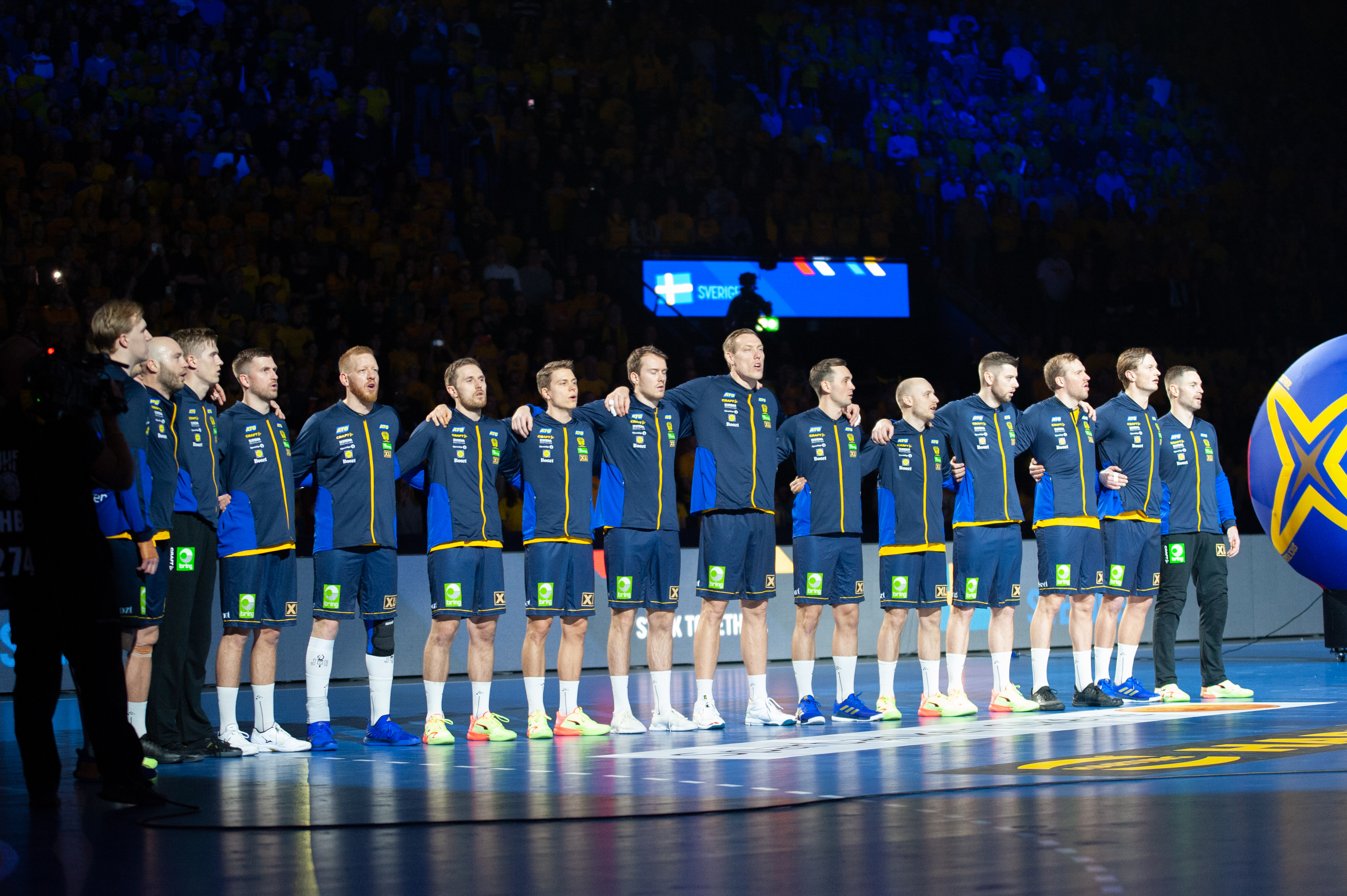
Laget under nationalsången i Sveriges öppningsmatch mot Brasilien.

#### VM 2023 i Sverige och Polen
Sveriges trupp
- Målvakter: Andreas Palicka (Paris Saint-Germain), Mikael Appelgren (Rhein-Neckar Löwen), Tobias Thulin (GOG Håndbold)

- Utespelare: Jonathan Carlsbogård (FC Barcelona), Max Darj (Füchse Berlin), Niclas Ekberg (THW Kiel), Daniel Pettersson (SC Magdeburg), Hampus Wanne (FC Barcelona), Fredric Pettersson (Fenix Toulouse HB), Felix Claar (Aalborg Håndbold), Lucas Pellas (Montpellier HB), Albin Lagergren (Rhein-Neckar Löwen), Jim Gottfridsson (SG Flensburg-Handewitt), Linus Persson (HBC Nantes), Oscar Bergendahl (TVB Stuttgart), Lukas Sandell (Aalborg Håndbold), Eric Johansson (THW Kiel), Olle Forsell Schefvert (Rhein-Neckar Löwen).

Sveriges matcher i VM 2023

#### Gruppspel
Mästerskapet inleds för svensk del i Scandinavium i Göteborg, där man möter Brasilien inför 11 627 åskådare. Sverige levererar ett starkt försvar, men ett ganska svagt anfallsspel där man bränner många frilägen. Brasilien håller jämna steg med Sverige, men inför halvtidspausen lyckas Sverige ändå ta ledningen med två bollar, 11–9. I andra halvlek ser det jobbigare ut för Brasilien, framförallt tack vare en storspelande Andreas Palicka i mål. Sverige lyckas genom Palickas 49% i räddningar rycka ifrån och till slut vinna matchen med 26–18, i ett Scandinavium som skanderar Palickas namn. Nästa match är mot Kap Verde, där Sverige snabbt drar ifrån och leder med 11 bollar i halvtid. I andra halvlek tappar dock Sverige fokus, och Kap Verde börjar spela 7 mot 6 vilket Sverige inte hittar någon bra lösning på. Kap Verde vinner andra halvlek, men Sverige vinner ändå matchen klart med 34–27. Sista matchen i gruppspelet är mot Uruguay som redan är utslagna, och även säger i media att deras enda mål med matchen är att inte förlora med mer än 15 bollar. Sverige skriver historia i denna match genom att ta sin största seger någonsin, när man vinner med 47–12, alltså 35 bollar. I Sveriges mål står Tobias Thulin med en räddningsprocent på 68%. Genom gruppspelets gång är det Sveriges tre målvakter Palicka, Appelgren och Thulin som blir Matchens lirare varsin match.

#### Huvudrundan
I huvudrundan står Sverige inför möten mot Ungern, Island och Portugal. Man inleder mot Ungern, vars styrka är deras storlek och tyngd. Inledningen av matchen är hyfsat jämn, men Sverige kör på med sitt snabba spel och springer till slut ifrån Ungern med 9 bollar, 37–28. Nästa match är mot Island, där en vinst för Sverige innebär att man är kvalificerade för kvartsfinal, och säkrar förstaplatsen i gruppen. Island har setts av många som detta mästerskaps "dark horse" och dom förväntas kunna gå långt. Mest troligt behöver Island vinna mot Sverige för att ta sig till kvartsfinal. Detta blir Sveriges tuffaste match hittills, även om Sverige till en början tar ledningen med 3–0. Hela första halvlek svänger det fram och tillbaka, och vid ett tillfälle är det istället Island som har ledning med tre. Sverige lyckas dock ta tillbaka ledningen till halvtidspausen, 17–16. Sverige inleder sedan även andra halvlek med att göra 3–0, och efter det kommer Island aldrig ikapp. Sverige leder som mest med sju, och vinner till slut med fem, 35–30. Ännu en match har Andreas Palicka storspelat totalt i mål och gjort spektakulär räddning efter spektakulär räddning, samtidigt som Lucas Pellas blir bäste målskytt med 8 mål. Kvartsfinal och förstaplatsen säkrad, och kvar har man matchen mot Portugal. Mot Portugal märks det i första halvlek att Sverige inte har något att spela för, med missade lägen och tekniska fel. Under delar av första halvlek har Portugal ledningen. Sverige lyckas dock hitta fokus i andra halvlek och vinner sedan hyfsat komfortabelt till slut med två bollar. 

#### Slutspelet
I kvartsfinalen ställs Sverige mot Egypten, i Tele2 Arena i Stockholm. Redan i sjunde minuten går Jim Gottfridsson av planen med en fingerskada, och blir sedan kvar på bänken resten av matchen. Inledningen är målsnål men det är till en början Egypten som för matchen. I 22:a minuten ligger Sverige under med 8–9, men lyckas dom sista åtta minuterna göra 6–0 och därmed leder Sverige med 14–9 i paus. Man inleder sedan med ytterligare 2–0 i början av andra halvlek innan Egypten till slut gör mål igen. Sverige lyckas sedan hålla undan under hela andra halvlek och tar till slut vinsten med 26–22. 
Sverige till semifinal, där man möter Frankrike, vilket blir tredje semifinalen i rad för Sverige som man ställs mot Frankrike (VM 2021 och EM 2022). Utan  Gottfridsson haltar Sveriges spel framåt. Efter en jämn start gör Frankrike fyra raka mål. Palicka räddar några bollar i början av matchen, men Sveriges försvar får inte stopp i det franska anfallen och de kan fortsätta att spela bollen vidare till bra skottlägen på 7-8 meters avstånd. Frankrikes försvar pressar Sverige till sämre lägen och får målvaktsräddningar. Sverige bränner också klara  frilägen. Frankrike leder med fyra mål i halvtid och håller undan hela andra halvlek. I mitten av halvleken knappar Sverige in till 2-måls underläge men Sveriges försvar får aldrig stopp på inspelen till de franska mittsexorna och Frankrike drar ifrån igen. Sveriges vapen i kontringsspel och vassa kantspelare förmår man inte utnyttja. Det slutar med en klarförlust för Sverige, 26–31 mot ett för dagen bättre Frankrike. 
Sverige avslutar mästerskapet med bronsmatch mot Spanien, som förlorat sin semifinal mot Danmark. Sverige flyger fram i första halvlek, spelar sin snabba handboll och håller tätt bakåt. Man har en fyramålsledning i paus. I andra halvlek kommer Spanien ut med ett 5-1-försvar, som Sverige inte riktigt hittar några lösningar på. Spanien byter även målvakt från Pérez de Vargas till Corrales, som stänger igen. Sveriges försvar håller inte längre lika tätt och utan några målvaktsräddningar har man på bara några minuter tappat ledningen. Spanien vinner till slut matchen med tre bollar, 39–36 och Sverige slutar fyra i mästerskapet.

#### EM 2024 i Tyskland
Sveriges matcher i EM 2024

#### Gruppspel
Sverige vann sin grupp genom att besegra Bosnien och Hercegovina, Georgien och Nederländerna. Gruppfinalen mot Nederländerna vann Sverige med uddamålet 29 – 28.

#### Huvudrundan
I huvudrundan ställdes Sverige först mot Slovenien som besegrades med 28 – 22. Sedan fick Sverige möta världsmästarna från 2023 Danmark. Matchen blev jämn men slutade i svensk förlust med 27 – 28. Slutet blev dramatiskt. Danmark gjorde sitt 29 mål i slutet men det blev bortdömt efter videogranskning och Sverige vann bollen och såg ut att ha kvitterat till 28 lika men målet blev bortdömt då Hampus Wanne var i målgården då mälet lades. Så slutade matchen med dansk seger. Nästa match var avgörande för Sveriges avancemang då motståndarlaget Portugal stod också på 4 poäng. Matchen slutade med svensk seger med 40 – 33. När Danmark sedan besegrade Norge i matchen efteråt stod det klart att Sverige var klart för slutspelet. Sverige hade 6 poäng och hade två poängs försprång till Slovenien och Portugal som var de enda lagen som kunde nå 6 poäng. Eftersom Sverige vunnit över båda så kunde inget av lagen passera Sverige. Sveriges sista betydelselösa match mot Norge förlorades med 23 – 33 men Sverige var klart för semifinal.

#### Slutspelet
I semifinalen mötte Sverige Frankrike och det blev en match med två ansikten. i första halvlek dominerade Frankrike och ledde med 17–11 i halvlek. Lika dominerande blev Sverige i andra halvlek som slutade 16–10 till Sverige. Slutet blev högdramatiskt Sverige gjorde ett 28:e mål som dömdes bort för stegfel och bara sekunder återstod med svensk ledning 27 mot 26. Frankrike får frikast som läggs efter matchtidens slut och frikastet går i mål. Då blir det förlängning 2x5 minuter som Frankrike vinner med 7–3 och Sverige får spela bronsmatch istället för final. Sverige lyckades inte försvara sitt guld. Däremot lyckades svenskarna, genom att besegra Tyskland med 34–31 i matchen om bronsmedaljerna, vinna en bronspeng.
Sveriges trupp
- Målvakter: Andreas Palicka (Paris Saint-Germain), Tobias Thulin (GOG Håndbold), Simon Möller (IK Sävehof).

- Utespelare: Jonathan Carlsbogård (FC Barcelona), Max Darj (Füchse Berlin), Daniel Pettersson (SC Magdeburg), Sebastian Karlsson (Montpellier HB), Hampus Wanne (FC Barcelona), Felix Claar (SC Magdeburg), Lucas Pellas (Montpellier HB), Albin Lagergren (SC Magdeburg), Jim Gottfridsson (SG Flensburg-Handewitt), Jonathan Edvardsson (TSV Hannover-Burgdorf), Oscar Bergendahl (SC Magdeburg), Lukas Sandell (Telekom Veszprém), Andreas Nilsson (Telekom Veszprém), Eric Johansson (THW Kiel), Karl Wallinius (THW Kiel).

#### VM 2025 i Danmark, Norge och Kroatien
Sverige lyckades ta sig vidare från gruppspelet till mellanrundan. Väl där blev det stopp, efter oavgjort mot Portugal samt förluster mot Brasilien och Norge.

## Meriter
| - 1938 i Tyskland: Brons - 1954 i Sverige: Guld (spelartrupp) - 1958 i Östtyskland: Guld (spelartrupp) - 1961 i Västtyskland: Brons - 1964 i Tjeckoslovakien: Silver - 1967 i Sverige: 5:a - 1970 i Frankrike: 6:a - 1974 i Östtyskland: 10:a - 1978 i Danmark: 8:a - 1982 i Västtyskland: 11:a - 1986 i Schweiz: 4:a - 1990 i Tjeckoslovakien: Guld (spelartrupp) - 1993 i Sverige: Brons - 1995 i Island: Brons - 1997 i Japan: Silver - 1999 i Egypten: Guld (spelartrupp) - 2001 i Frankrike: Silver (spelartrupp) - 2003 i Portugal: 13:e (spelartrupp) - 2005 i Tunisien: 11:a (spelartrupp) - 2007 i Tyskland: Ej kvalificerade - 2009 i Kroatien: 7:a - 2011 i Sverige: 4:a (spelartrupp) - 2013 i Spanien: Ej kvalificerade - 2015 i Qatar: 10:a - 2017 i Frankrike: 6:a - 2019 i Danmark och Tyskland: 5:a - 2021 i Egypten: Silver (spelartrupp) - 2023 i Polen och Sverige: 4:a (spelartrupp) - 2025 i Danmark, Norge och Kroatien: 14:e | - 1994 i Portugal: Guld - 1996 i Spanien: 4:a - 1998 i Italien: Guld - 2000 i Kroatien: Guld - 2002 i Sverige: Guld - 2004 i Slovenien: 7:a (spelartrupp) - 2006 i Schweiz: Ej kvalificerade - 2008 i Norge: 5:a (spelartrupp) - 2010 i Österrike: 15:e - 2012 i Serbien: 12:a - 2014 i Danmark: 7:a - 2016 i Polen: 8:a - 2018 i Kroatien: Silver (spelartrupp) - 2020 i Norge, Sverige och Österrike: 7:a - 2022 i Slovakien och Ungern: Guld (spelartrupp) - 2024 i Tyskland: Brons - 2026 i Danmark, Norge och Sverige: Kvalificerade som värdnation | - 1936 i Berlin: Ej kvalificerade - 1972 i München: 7:a - 1976 i Montréal: Ej kvalificerade - 1980 i Moskva: Ej kvalificerade - 1984 i Los Angeles: 5:a - 1988 i Seoul: 5:a - 1992 i Barcelona: Silver (spelartrupp) - 1996 i Atlanta: Silver (spelartrupp) - 2000 i Sydney: Silver (spelartrupp) - 2004 i Aten: Ej kvalificerade - 2008 i Peking: Ej kvalificerade - 2012 i London: Silver (spelartrupp) - 2016 i Rio de Janeiro: 11:a - 2020 i Tokyo: 5:a - 2024 i Paris: 7:a |

### Övriga meriter
Många svenska handbollsspelare har nått världsframgång. 1990 utsågs Magnus Wislander till världens bästa handbollsspelare och 1993 utsågs Magnus Andersson till världens bästa handbollsspelare (genom att utses till mest värdefulle spelaren vid världsmästerskapet samma år). Wislander utsågs även till Århundradets bästa handbollsspelare 2000.
- 40 turneringssegrar under en och samma förbundskaptens ledning (Bengt Johansson).
- I VM 2023 besegrades Uruguay med 47–12, vilket är svenskt rekord.[44]

## Förbundskaptener
Handbollslandslaget fick sin första förbundskapten 1938. Fram till och med 2016 har tolv olika personer haft denna post. Två av dem, Ola Lindgren och Staffan Olsson, delade på uppdraget under sin tid.
| #  | Förbundskapten(er)              | Tidsperiod |
| -- | ------------------------------- | ---------- |
| 1  | Herbert Johansson               | 1938–1948  |
| 2  | Curt Wadmark                    | 1948–1967  |
| 3  | Roland Mattsson                 | 1967–1974  |
| 4  | Bertil Andersén                 | 1974–1979  |
| 5  | Ingemar Eriksson                | 1979–1980  |
| 6  | Caj-Åke Andersson               | 1980–1982  |
| 7  | Roger "Ragge" Carlsson          | 1982–1988  |
| 8  | Bengt "Bengan" Johansson        | 1988–2004  |
| 9  | Ingemar Linnéll                 | 2004–2008  |
| 10 | Ola Lindgren och Staffan Olsson | 2008–2016  |
| 11 | Kristján Andrésson              | 2016–2020  |
| 12 | Glenn Solberg                   | 2020–2024  |
| 13 | Michael Apelgren                | 2024–      |

## Statistik – historisk och aktuell

### Fram till 1950
|    | Namn                  | Klubb            | Antal mål i landslaget | Antal landskamper | Målsnitt |
| -- | --------------------- | ---------------- | ---------------------- | ----------------- | -------- |
| 1  | Sten Åkerstedt        | Redbergslids IK  | 76                     | 28                | 2,71     |
| 2  | Gustaf-Adolf Thorén   | Majornas IK      | 64                     | 32                | 2,00     |
| 3  | Torsten Henriksson    | Majornas IK      | 44                     | 22                | 2,00     |
| 4  | Stig Hjortsberg       | Majornas IK      | 43                     | 26                | 1,65     |
| 5  | Olle Juthage          | Redbergslids IK  | 38                     | 22                | 1,72     |
| 6  | Yngve Lamberg         | Redbergslids IK  | 33                     | 14                | 2, 35    |
| 7  | Carl-Erik Stockenberg | IFK Kristianstad | 31                     | 15                | 2,06     |
| 8  | Åke Moberg            | IFK Kristianstad | 28                     | 17                | 1,65     |
| 9  | Lars-Erik Olsson      | Redbergslids IK  | 17                     | 13                | 1,31     |
| 10 | Sven Jönsson          | IFK Karlskrona   | 15 + 1                 | 11 + 1            | 1,25     |

1950 hade landslaget gjort 689 mål, därav 271 utomhus och således 418 inomhus. 39 spelare står för de 271 målen utomhus med 79 spelare står för de 418 målen inomhus. Sammanlagt fanns det 1950 97 målskyttar i landslaget men bara 21 stod för mål både inom- och utomhus. Tabellen ger upplysning om de viktigaste målskyttarna men också  de viktigaste spelarna i landslaget till 1950.
Lägger man till landslagskaptenen Gösta Swerin med 27 landskamper, Sven-Olof Schönberger (Hellas) med 24 landskamper, Åke Forslund (Majorna) med 21 landskamper, Torsten Andersson (Redbergslid) med 20 landskamper, Sven-Eric Forsell (Majorna) med 18 landskamper, Valter Larsson (Redbergslid) med likaså 18, Stig Neptun (Majorna) med 15 landskamper och slutligen Ove Pettersson (Ystads IF) med 14 landskamper har man i stort alla  de viktiga spelare till 1950.
| Plats | Spelare           | Position | Lands- kamper | Mål  |
| ----- | ----------------- | -------- | ------------- | ---- |
| 1     | Magnus Wislander  | M9/M6    | 386           | 1191 |
| 2     | Ola Lindgren      | V9/F     | 375           | 477  |
| 3     | Staffan Olsson    | H9       | 358           | 921  |
| 4     | Tomas Svensson    | MV       | 330           | 0    |
| 5     | Per Carlén        | M6       | 327           | 1026 |
| 6     | Magnus Andersson  | M9       | 310           | 919  |
| 7     | Mats Olsson       | MV       | 292           | 2    |
| 8     | Erik Hajas        | V6       | 281           | 993  |
| 9     | Stefan Lövgren    | M9       | 269           | 1161 |
| 10    | Johan Petersson   | H6       | 250           | 815  |
| 11    | Kim Andersson     | H9       | 240           | 824  |
| 12    | Pierre Thorsson   | H6       | 237           | 558  |
| 13    | Peter Gentzel     | MV       | 226           | 0    |
| 14    | Jonas Källman     | V6       | 223           | 646  |
| 15    | Martin Boquist    | V9       | 219           | 496  |
| 16    | Claes Hellgren    | MV       | 211           | 2    |
| 17    | Jonas Larholm     | V9       | 210           | 637  |
| 17    | Thomas Sivertsson | M6       | 210           | 460  |
| 17    | Niclas Ekberg     | H6       | 210           | 841  |
| 20    | Sten Sjögren      | H6       | 200           | 506  |

| Plats | Spelare           | Position | Lands- kamper | Mål  | Målsnitt |
| ----- | ----------------- | -------- | ------------- | ---- | -------- |
| 1     | Magnus Wislander  | M9/M6    | 386           | 1191 | 3,09     |
| 2     | Stefan Lövgren    | M9       | 269           | 1161 | 4,32     |
| 3     | Per Carlén        | M6       | 327           | 1026 | 3,14     |
| 4     | Erik Hajas        | V6       | 281           | 993  | 3,53     |
| 5     | Björn Jilsén      | V9       | 189           | 955  | 5,05     |
| 6     | Staffan Olsson    | H9       | 358           | 921  | 2,57     |
| 7     | Magnus Andersson  | M9       | 310           | 919  | 2,96     |
| 8     | Niclas Ekberg     | H6       | 210           | 841  | 4,00     |
| 9     | Kim Andersson     | H9       | 240           | 824  | 3,43     |
| 10    | Johan Petersson   | H6       | 250           | 815  | 3,26     |
| 11    | Jonas Källman     | V6       | 223           | 646  | 2,9      |
| 12    | Jonas Larholm     | V9       | 210           | 637  | 3,03     |
| 13    | Pierre Thorsson   | H6       | 237           | 558  | 2,35     |
| 14    | Sten Sjögren      | H6       | 200           | 506  | 2,53     |
| 15    | Martin Boquist    | V9       | 219           | 496  | 2,26     |
| 16    | Ola Lindgren      | V9/F     | 375           | 477  | 1,27     |
| 17    | Björn Andersson   |          | 114           | 460  | 4,04     |
| 17    | Thomas Sivertsson | M6       | 210           | 460  | 2,19     |
| 19    | Martin Frändesjö  | V6       | 165           | 456  | 2,76     |
| 20    | Ljubomir Vranjes  | M9       | 165           | 451  | 2,73     |

## Landslagsspelare som tilldelats Stora grabbars märke
Dessa spelare har tilldelats Stora grabbars märke. Kriterierna har förändrats genom åren. Numera krävs 100 A-landskamper för att få utmärkelsen.
- Jörgen Abrahamsson
- Marcus Ahlm
- Rolf Almqvist
- Torsten Almsenius (Andersson)
- Björn Andersson
- Bo Andersson
- Eskil Andersson
- Ingemar Andersson
- Kim Andersson
- Leif Andersson
- Magnus Andersson
- Mattias Andersson
- Robert Andersson
- Ulf Andersson
- Rolf Andreasson
- Per-Ove Arkevall
- Robert Arrhenius
- Thomas Augustsson
- Bengt Bard
- Göran Bengtsson
- Kurt Bolander
- Martin Boquist
- Gunnar Brusberg
- Jan Brändström
- Per Carlén
- Gösta Carlsson
- Per Carlsson
- Magnus Cato
- Hans Collin
- Björn Danell
- Uno Danielsson
- Dalibor Doder
- Lennarth Ebbinge
- Erik Ek
- Niclas Ekberg
- Nils Ekeroth
- Johan Eklund
- Lars Enström
- Dan Eriksson
- Hans Eriksson
- Lennart Eriksson
- Jonas Ernelind
- Johan Fischerström
- Sven-Eric Forsell
- Åke Forslund
- Mats Fransson
- Mathias Franzén
- Sven-Åke Frick
- Martin Frändesjö
- Peter Gentzel
- Jim Gottfridsson
- Björn Gullström
- Mattias Gustafsson
- Tomas Gustafsson
- Åke Gustafsson
- Göran Gustavsson
- Ulf Gustavsson
- Erik Hajas
- Bengt Hansson
- Robert Hedin
- Sten Hellberg
- Claes Hellgren
- Torsten Henriksson
- Stig Hjortsberg
- Jan Hodin
- Bengt Håkansson
- Göran Hård af Segerstad
- Nils Hörjel (Nilsson)
- Lars Irebro (Karlsson)
- Johan Jakobsson
- Hans Jansson
- Tommy Jansson
- Kjell Jarlenius
- Magnus Jernemyr
- Björn Jilsén
- Pär Jilsén
- Bengt Johansson (Jackloo)
- Bengt "Bengan" Johansson
- Lars-Axel Johansson
- Tony Johansson
- Åke Johansson
- Ulf Johnsson
- Hans Jonsson
- Jan Jonsson
- Olle Juthage
- Peder Järphag
- Kjell Jönsson
- Lars-Göran Jönsson
- Sven Jönsson
- Hans Karlsson
- Lars Karlsson
- Tobias Karlsson
- Kurt-Göran Kjell
- Elof Kjellman
- Michael Koch
- Jonas Källman
- Gunnar Kämpendahl
- Lennart Kärrström
- Yngve Lamberg
- Jonas Larholm
- Andreas Larsson
- Per-Olof Larsson
- Valter Larsson
- Jan Lennartsson
- Mats Lindau
- Donald Lindblom
- Ola Lindgren
- Rune Lindkvist
- Lennart Lorenzson
- Henrik Lundström
- Stefan Lövgren
- Christer Magnusson
- Roman Marciniak
- Roland Mattsson
- Åke Moberg
- Bengt Nedvall
- Stig Neptun
- Jesper Nielsen
- Andreas Nilsson
- Ivan Nilsson
- Roland Nilsson
- Rune Nilsson
- Stig Nilsson
- Lars Norgren
- Jarl Nyberg
- Peter Olofsson
- Hans Olsson
- Lars-Erik Olsson
- Mats Olsson
- Olle Olsson
- Staffan Olsson
- Sten Olsson
- Stig Lennart Olsson
- Andreas Palicka
- Thomas Persson
- Fredrik Petersen
- Johan Petersson
- Ove Pettersson
- Basti Rasmussen
- Hans Regnell
- Åke Reimer
- Claes Ribendahl
- Ulf Richardsson
- Lennart Ring
- Bertil Rönndahl
- Sven-Olof Schönberger
- Sebastian Seifert
- Ewerth Sjunnesson
- Thomas Sivertsson
- Danny Sjöberg (Augustsson)
- Tage Sjöberg
- Axel Sjöblad
- Sten Sjögren
- Joachim Stenbäcken
- Carl-Erik Stockenberg
- Bo Stridh
- Frank Ström
- Agne Svensson
- Tomas Svensson
- Gösta Swerin
- Bertil Söderberg
- Jerker Tellander
- Mats Thomasson
- Gustaf-Adolf Thorén
- Pierre Thorsson
- Ljubomir Vranjes
- Curt Wadmark
- Benny Windelskär (Johansson)
- Magnus Wislander
- Mattias Zachrisson
- Rolf Zachrisson
- Wilhelm Zimmerman
- Sven Åblad
- Rune Åhrling
- Sten Åkerstedt